# Баєрштедт
Баєрштедт (нім. Beierstedt) — громада в Німеччині, розташована в землі Нижня Саксонія. Входить до складу району Гельмштедт. Складова частина об'єднання громад Гезеберг.
Площа — 9,59 км2. Населення становить 367 ос. (станом на 31 грудня 2021).